# Snöbottenkärret
Snöbottenkärret este o arie protejată (arie specială de conservare — SAC, sit de importanță comunitară — SCI) din Suedia întinsă pe o suprafață de 13,1 ha, integral pe uscat.

## Localizare
Centrul sitului Snöbottenkärret este situat la coordonatele 60°05′24″N 18°20′27″E / 60.09°N 18.3407°E.

## Înființare
Situl Snöbottenkärret a fost declarat sit de importanță comunitară în aprilie 2004 pentru a proteja 1 specie de animale. Situl a fost protejat și ca arie specială de conservare în martie 2011.

## Biodiversitate
Situată în ecoregiunea boreală, aria protejată conține 2 habitate naturale: Păduri fino-scandinave bogate în ierburi cu Picea abies, Taiga vestică.
La baza desemnării sitului se află o specie protejată de  nevertebrate: Cucujus cinnaberinus.